# 2011-es amatőr ökölvívó-világbajnokság
A 16. amatőr ökölvívó-világbajnokságot Bakuban, Azerbajdzsánban rendezték 2011. szeptember 22. – október 10. között. Tíz versenyszámban avattak világbajnokot. A küzdelmek egyenes kieséses rendszerben zajlottak, és mindkét elődöntő vesztese bronzérmet kapott.

## Érmesek
| 2011. évi amatőr ökölvívó-világbajnokság érmesei |                      |                        |                                           |
| Versenyszám                                      | Arany                | Ezüst                  | Bronz                                     |
| Szupernehézsúly                                  | Magomedrasul Majidov | Anthony Joshua         | Erik Pfeifer Ivan Dicsko                  |
| Nehézsúly                                        | Olekszandr Uszik     | Teymur Məmmədov        | Szjarhej Karnyejev Wang Xuanxuan          |
| Félnehézsúly                                     | Julio César la Cruz  | Agyilbek Nyijazimbetov | Jegor Mehoncev Elshod Rasulov             |
| Középsúly                                        | Jevhen Hitrov        | Murata Rjóta           | Esquiva Falcão Bogdan Juratoni            |
| Váltósúly                                        | Tarasz Selesztyuk    | Szerik Szapijev        | Egidijus Kavaliauskas Vikas Krishan Yadav |
| Kisváltósúly                                     | Éverton Lopes        | Denisz Berincsik       | Tom Stalker Vincenzo Mangiacapre          |
| Könnyűsúly                                       | Vaszil Lomacsenko    | Yasniel Toledo         | Domenico Valentino Gani Zsajlauov         |
| Harmatsúly                                       | Lázaro Álvarez       | Luke Campbell          | John Nevin Anvar Junuszov                 |
| Légsúly                                          | Mihail Alojan        | Andrew Selby           | Rau'shee Warren Jasurbek Latipov          |
| Kislégsúly                                       | Cou Si-ming          | Szin Dzsonghun         | Pürevdordzsín Szerdamba David Ajrapetyan  |